# Apartadero
Apartadero är en ort i Mexiko.   Den ligger i kommunen Huichapan och delstaten Hidalgo, i den sydöstra delen av landet, 130 km norr om huvudstaden Mexico City. Apartadero ligger 2 270 meter över havet och antalet invånare är 516.
Terrängen runt Apartadero är huvudsakligen kuperad. Apartadero ligger uppe på en höjd. Runt Apartadero är det ganska tätbefolkat, med 72 invånare per kvadratkilometer. Närmaste större samhälle är Tecozautla, 8,9 km väster om Apartadero. I omgivningarna runt Apartadero växer huvudsakligen savannskog.